# Sponsor

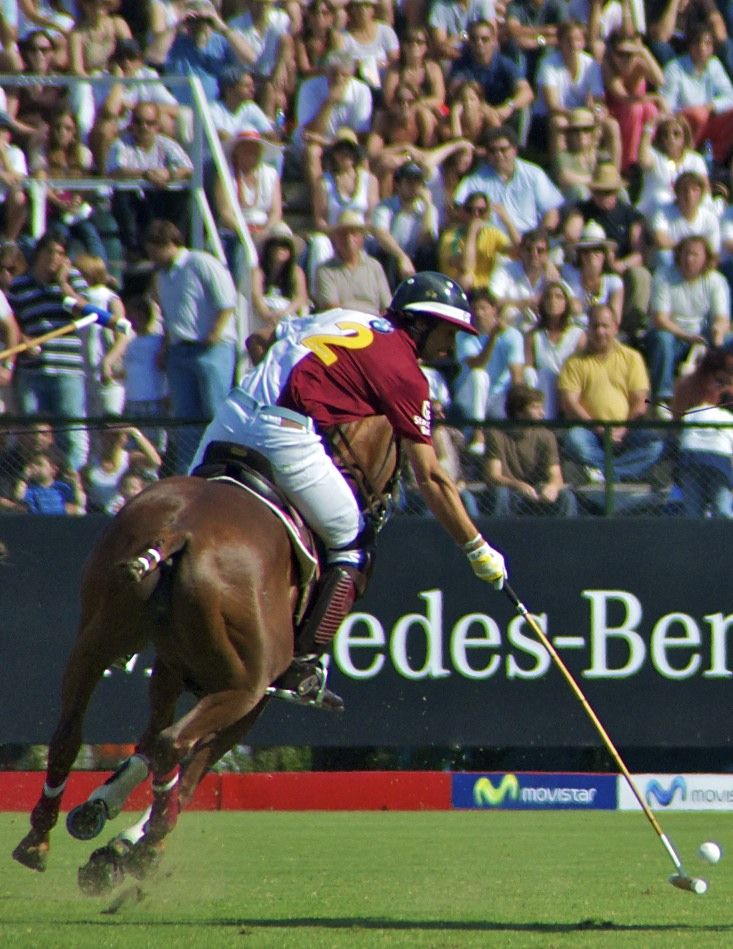
Parrainage d'une société de l'automobile (Mercedes-Benz) dans les sports équestres.

Un sponsor (anglicisme), parraineur ou commanditaire, est une entreprise qui soutient une personne, un organisme ou une action d'intérêt général (culture, santé, social, etc.), non pas dans un but philanthropique comme pour le mécénat, mais à des fins commerciales. Cette activité de soutien (baptisée « sponsorat », « parrainage » ou « commandite ») se fait moyennant l'octroi en retour de contreparties comme la promotion des produits et services de l'entreprise sponsor, ainsi que sa notoriété et son image de marque.
Le sponsor dans le domaine du publipostage est l'intermédiaire entre la société d’envoi des courriels publicitaires et la société propriétaire.

## Modalités contractuelles
Les contrats conclus au titre du sponsorat peuvent comprendre plusieurs types de soutiens, à savoir :
- financier : il peut s'agir de dons (particuliers ou entreprises) ou de subventions (institutions) ;
- technologique : le sponsor met à disposition son savoir-faire technologique ;
- en nature : le sponsor met à disposition des marchandises ou des services, des moyens matériels, humains ou techniques ;
- de compétences : le sponsor met à disposition les compétences de ses collaborateurs.

Certains contrats (notamment dans le domaine sportif) peuvent prévoir qu'une enceinte sportive ou une compétition porte le nom du sponsor ou de sa marque commerciale (contrat dit de naming).

## Usages à des fins de communication

### Communication interne
Le sponsor peut organiser des opérations de communication interne pour son personnel, en les faisant prendre part à un projet commun, autour de l'évènement sponsorisé. Ces opérations informelles permettent d'accroître notamment la cohésion sociale.

### Communication externe
Les sponsors disposent de plusieurs atouts pour développer leur communication externe, et ils peuvent notamment :
- organiser des opérations de relations publiques, pour développer leurs relations avec leurs clients (actuels et potentiels) et fournisseurs ;
- offrir ou vendre leurs produits à l'occasion de ces opérations ;
- améliorer leur notoriété et donc leur image à travers les valeurs dégagées par le projet sponsorisé ;
- démontrer la qualité de leurs produits, en les mettant à la disposition du projet ;
- profiter de la couverture médiatique du projet.

## Intérêt fiscal
Certaines législations peuvent offrir des avantages fiscaux. C'est notamment le cas de la France, où le fait d'être un sponsor permet de déduire les dépenses engagées du résultat fiscal de l'entreprise. Cette déduction est conditionnée au fait que les dépenses doivent avoir un intérêt direct pour l'exploitation de l'entreprise ; pour remplir cette condition, il faut que l'entreprise soit identifiable (avec par exemple son logo sur des affiches) et que la somme versée soit cohérente avec les contreparties attendues.